# Demogenes lugens
Demogenes lugens är en spindelart som först beskrevs av Tord Tamerlan Teodor Thorell 1881.  Demogenes lugens ingår i släktet Demogenes och familjen krabbspindlar. Inga underarter finns listade i Catalogue of Life.